# Castiarina bazilisca
Castiarina bazilisca es una especie de escarabajo del género Castiarina, familia Buprestidae. Fue descrita científicamente por Obenberger en 1933.